# Imprenta de Platina Original Heidelberg

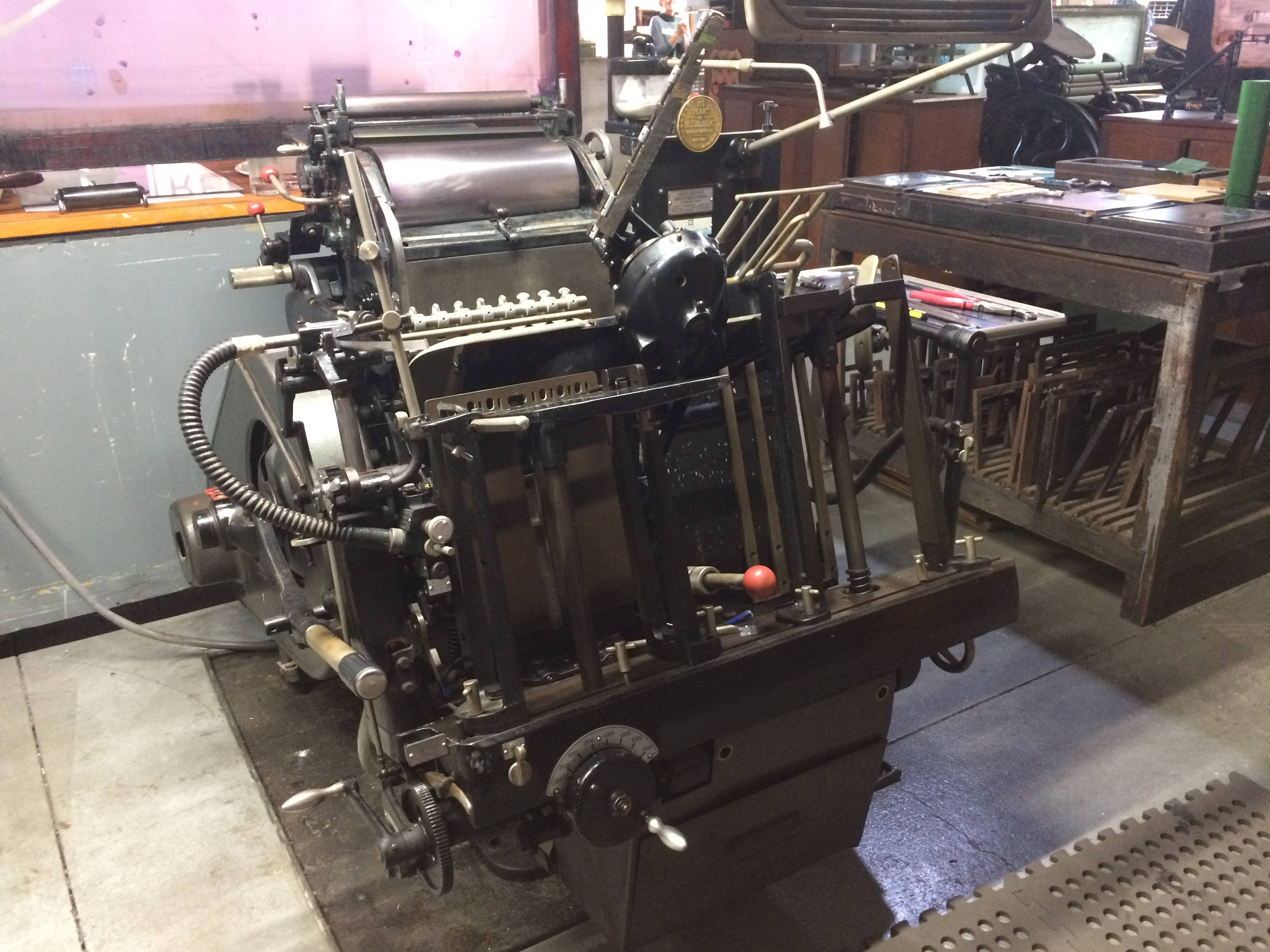
Imprenta de Platina Original Heidelberg

La Imprenta de Platina Original Heidelberg  era una imprenta tipográfica fabricada por la empresa Heidelberger Druckmaschinen en Alemania. A menudo se la llamaba "Molino de viento", por la forma y el movimiento de su sistema de alimentación de papel. Cuando se introdujo, también se la llamó la "Súper Heidelberg" o la "Súper Speed".

## Historia
La Original Heidelberg Platen Press fue introducida en 1914 y fabricada entre 1923 y 1985.
La empresa también produjo la imprenta de cilindro Original Heidelberg y en la actualidad produce imprentas offset y productos relacionados con la impresión. El nombre Original Heidelberg Platen Press es el más descriptivo, ya que hubo otras imprentas de platina e imprentas Original Heidelberg producidas por otras compañías.
existieron muchos modelos de la imprenta. El cambio más visible es el color de las perillas de control: los modelos anteriores tenían perillas negras y los nuevos modelos tenían perillas rojas. Pero hay muchos cambios menos obvios a lo largo de los años, ya que el diseño ha evolucionado continuamente a lo largo de su vida.

## Diseño y funcionamiento
La imprenta es famosa por su mecanismo de alimentación de papel automático como un molino de viento. Hay dos cuchillas que giran desde el alimentador de papel, donde recoge una hoja; a la platina, donde se hace el proceso de impresión; al receptor de papel, donde se libera la hoja; seguido por la cuchilla que apunta directamente hacia arriba, lista para comenzar el siguiente ciclo. Hay dos cuchillas montadas en lados opuestos del rotor (cuando una cuchilla está recogiendo la siguiente hoja, la otra cuchilla está liberando la hoja previamente impresa).
Un mecanismo parecido a una concha de almeja realiza la impresión real. En la imprenta se hace una impresión en el papel haciendo que una placa presione el papel contra una plancha. esta plancha tiene la imagen deseada en el reverso: con partes elevadas donde se aplica la tinta, y partes bajas donde no se aplica la tinta. Cuando un rotor ha movido una página a la platina, la placa se presiona cerrada contra la plancha para hacer la impresión (donde la tinta se transfiere de la plancha al papel). La placa se abre entonces para liberar la página impresa y permitir que los rodillos apliquen más tinta a la plancha. Este ciclo se repite para la siguiente página.
La imprenta original de platinas de Heidelberg también entinta automáticamente los rodillos. La tinta puede ser añadida a un depósito, que luego se extiende uniformemente a través de varios rodillos antes de llegar a los rodillos que hacen contacto con la plancha.
La imprenta es impulsada por un motor eléctrico que hace funcionar un volante de inercia. El motor es un motor eléctrico trifásico, pero algunos fabricantes lo han sustituido por un motor eléctrico monofásico, ya que los suministros eléctricos monofásicos son más comunes.
La imprenta también contiene una bomba de aire. La succión de aire se utiliza para recoger la siguiente hoja de papel de la pila de alimentación, de modo que la cuchilla pueda agarrarla al pasar.

### Modelos
Se fabricaron dos modelos de la imprenta: el Original Heidelberg 10" x 15" y el Original Heidelberg más grande 13" x 18" que puede imprimir en hojas de papel más grandes. 

## Uso en la actualidad
Aunque la Original Heidelberg Platen Press ya no se fabrica, sigue siendo muy utilizada para la impresión de cartas comerciales y de aficionados. La mayor parte de la impresión comercial de hoy en día se realiza mediante la impresión offset y la impresión digital, pero la impresión tipográfica sigue siendo popular para trabajos de impresión artesanales y para ocasiones especiales (por ejemplo, invitaciones de boda y tarjetas de visita).